# Lampa tarczowa

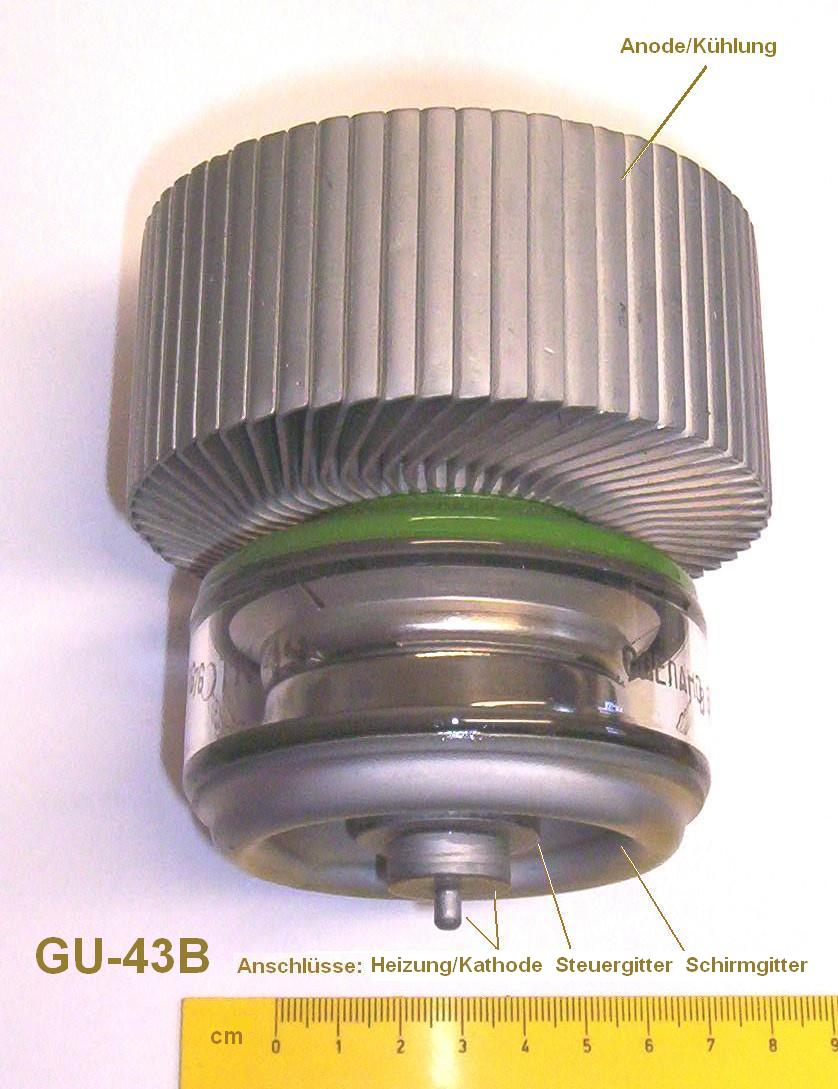
Tetroda tarczowa GU-43B produkcji radzieckiej

Lampa tarczowa – lampa elektronowa (dioda, trioda, tetroda lub pentoda) o płaskim układzie elektrod wykonanych w kształcie krążków (tarcz), stosowana  zazwyczaj w układach przeznaczonych dla częstotliwości mikrofalowych.